# 高华
高华（1954年5月12日—2011年12月26日），江蘇南京人，历史学家，南京大学历史系教授、博士生导师，华东师范大学历史系讲座教授、博士生导师。因中国共产党党史研究而知名，其代表作為《紅太陽是怎樣升起的》 。

## 生平

### 早年经历
1954年，高华生于江苏省南京市。根据高华《在歷史的風陵渡口》中的自述，他的双亲都不是知识分子。高华的父亲高启发家中贫苦，很小就在电镀厂做童工。高启发靠舅舅资助才上完初中，后加入中共地下党，1949年时曾在南京军管会中担任代理科长一职。1949年后，因政治环境变化，南京的前中共地下党员遭到整肃。1954年，高启发被开除中共党籍。1958年，因父亲在反右运动中被划为右派，高华的家庭在当时的政治环境下遭受歧视。文革中，高启发遭受批斗，高华在此期间则是在商店中做工人，但期间仍然通过阅读自学历史知识。文革结束后，参加高考不再对家庭出身作要求。于是，1978年，高华考入南京大学历史系。毕业后，高华被分配到南京市文物管理局工作，不久再度考入南京大学历史系攻读研究生，先后获硕士、博士学位:100-108;166-178。

### 学术生涯
从南京大学博士毕业后，高华留校任教，主要從事中國現代史、民國史、中國左翼文化史及當代中國史的研究。1995至1996年赴美国约翰·霍普金斯大学国际关系研究院做访问学者。後升任南京大學歷史系教授和博士生導師。
在《紅太陽是怎樣升起》香港中文大學出版社2000年版後記，高華說：「吾期盼，舊時極左的『以我劃線』、權謀政治永不再來，國家從此能步入民主、法治的軌道。如此，則國家幸甚，民族幸甚！」
2005年，应华东师范大学历史系教授杨奎松的邀请，高华决定离开生活了25年的南京，去上海工作，担任华东师大历史系教授、博士生导师。但最后由于“不可抗拒的原因”，高华无法调入上海，华东师大只能聘请高华为讲座教授兼博士生导师。在弟子黄骏的印象里，高华回到南京时，“情绪上有些低落”。

### 去世
高华在2007年确诊罹患肝癌。肝癌的主要成因是乙型肝炎、丙型肝炎或是酒精造成的肝硬化。2011年12月26日22时15分，在南京病逝，享年57岁，後葬於南京普覺寺墓園。

## 言论及影响
- 2006年4月7日，高华在香港科技大學的讲座中提到，三年困难时期，由于缺糖，中国进口了很多伊拉克蜜枣，“我当时吃过伊拉克蜜枣，伊拉克蜜枣经常有很多细菌，所以造成我们肝炎的流行...糖是一个非常重要的东西”[12]。

## 著述
- 《红太阳是怎样升起的——延安整风运动的来龙去脉》，香港中文大学出版社，2000年
- 《身份和差異：1949－1965年中國社會的政治分層》，香港中文大學出版社，2004年
- 《在歷史的風陵渡口》，時代國際出版有限公司，2008年
- 《革命年代》，廣東人民出版社，2010年
- 《多變的孫科：歷史學家高華筆下的孫中山之子》，香港中和出版有限公司，2012年
- 《高華歷史筆記》，廣東人民出版社，2012年
- 《歷史筆記》，牛津大學出版社（中國）有限公司，2014年，一套兩冊
- 《历史学的境界》，广西师范大学出版社，2015年

## 获奖
2020年2月，《紅太陽是怎樣升起的》英譯本獲美國列文森圖書獎。